# Manauli
Manauli fou un estat tributari protegit del tipus zamindari al districte d'Ambala al Panjab (avui a Haryana). Tenia una superfície de 28,5 km². Fou el principal jagir de la família Faizullahpuria o Singhpuria, una de les 12 dels misls o confederacions sikhs fundada al segle XVIII per Kapur Singh, un jat del districte d'Amritsar. La família va tenir un paper notable al doab de Jullundur sota el seu besnebot Budh Singh. El 1811 els Singhpurias foren expulsats dels seus dominis al nord del Sutlej pels generals de Ranjit Singh de Lahore quedant limitats només als seus territoris al sud del riu. Entre 1809 i 1846 foren sobirans independents, però el 1846 els seus dominis foren agregats a territori britànic. El sardar Raghubir Singh, que governava a finals del segle xix, tenia 81 pobles en jagir amb uns ingressos de 36.000 rupies (a més el sardar tenia altres jagirs o zamindaris). El 1904, a la mort de Raghubir, el zamindar fou dividit entre bon nombre dels seus parents i cada tros va passar a ser considerat una hisenda.